# Edificio Otero
El Edificio Otero es un edificio localizado en la ciudad de Cali, Valle del Cauca. Está catalogado como monumento nacional.

## Historia
Tras un viaje de Emiliano Otero a Europa, éste quedó maravillado con la arquitectura de sus edificios y al regreso a Cali decidió construir un edificio en la ciudad que se asemejara a los existentes en Europa. En 1916 compró la casa perteneciente al Coronel Ocampo en la Calle 12 con Carrera 5 frente a la Plaza de Cayzedo, la casa fue demolida para dar lugar al diseño y la construcción del Edificio Otero por parte de la firma Borrero y Ospina en el año 1922.
Tras su construcción, el edificio se convirtió en la primera edificación en dejar de lado la dominante arquitectura colonial de la ciudad.  En los pisos superiores del edificio comenzó a funcionar el Hotel Europa, mientras que el primer piso fue ocupado por el restaurante Gambrinus. Durante su época como hotel recibió a huéspedes tales como el actor de Hollywood Tyrone Power en 1939.
En el año de 1970, el edificio fue adquirido por Bernardo Rivera quien quiso demolerlo, pero fue detenido luego de la oposición de la facultad de arquitectura de la Universidad del Valle y demás ciudadanos. El 25 de julio de 1977 fue declarado monumento nacional.

### Masacre
El 3 de diciembre de 1984, en un asalto a las oficinas de Diners Club fueron asesinados nueve personas dentro del edificio. El asalto fue dirigido por Jaime Serrano Santibañez junto a dos personas más, los cuales retuvieron a los empleados de Diners dentro del edificio durante cuatro horas, tiempo en el cual asesinaron uno por uno con armas de fuego y armas blancas a nueve de los rehenes; siete mujeres y dos hombres, y dejaron heridos a cinco más. Tras la masacre, los asaltantes dejaron el edificio con un escrito en una pared que decía:

"Lo siento Lalo, es el desquite. La próxima vez debes colaborarnos como lo hiciste la primera vez."

Uno de los vigilantes del edificio fingió su muerte tras ser atacado, y una vez los asaltantes huyeron informó a la policía de lo sucedido. Al día siguiente fueron capturados Jaime Serrano y Luis Rodríguez, quienes fueron sentenciados a 30 de años prisión junto a Francisco Ruiz alias "Frank". Este último fue juzgado en ausencia ya que no se logró su captura. Días después alias "Javier Delgado" comunicó que Francisco Ruiz había sido asesinado por la guerrilla.
En el año 2002, Jaime Serrano y Luis Rodríguez fueron liberados tras rebajas de pena por su buen comportamiento.

### Restauración

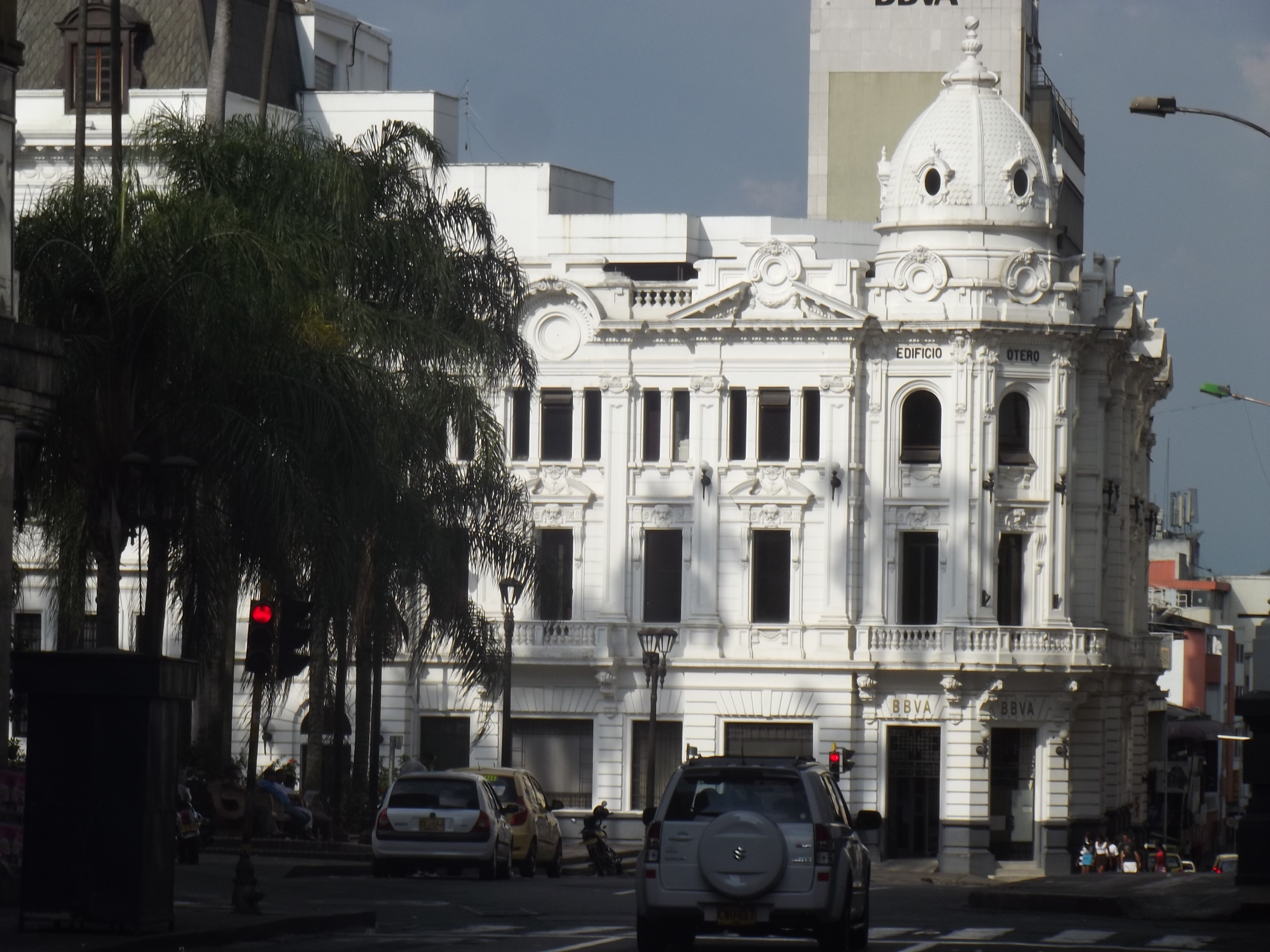
Edificio Otero en el 2013

En el año 2009 y tras casi 20 años de estar casi en abandono, el edificio entró en extinción de dominio y se pretendió demolerlo, pero la ciudadanía se opuso, por lo que el Banco BBVA el cual ocupaba la edificación realizó una inversión de 400 millones de pesos para la recuperación del edificio y la adecuación sus oficinas en el mismo. Los trabajos de recuperación fueron dirigidos por Higor Abouchaar, siendo restaurados los interiores y la fachada de la edificación. En total 2.200 metros cuadrados fueron recuperados, más la adecuación de 600 metros cuadrados para las oficinas del banco.